# Abdulrahman Al-Haddad
Abdulrahman Al-Haddad (1966. március 23. –) egyesült arab emírségekbeli válogatott labdarúgó.

## Pályafutása
A Sharjah Club labdarúgója volt. Az egyesült arab emírségekbeli válogatottban 19 alkalommal szerepelt és részt vett az 1990-es olaszországi világbajnokságon. Részt vett az 1992-es és az 1996-os Ázsia-kupán. Utóbbin ezüstérmes lett a válogatott csapattal.

## Sikerei, díjai
Egyesült Arab Emírségek
- Ázsia-kupa
  - ezüstérmes: 1996, Egyesült Arab Emírségek